# 伊凡娜·沙克諾
伊凡娜·沙克諾（烏克蘭語：ІваннаАнатоліївнаСахно，1997年11月14日—）烏克蘭模特兒兼女演員。伊凡娜·沙克諾曾在科幻怪物电影《環太平洋2：起義時刻》中饰演Viktoriya以及在2018年动作喜剧电影《老娘也要當間諜》中饰演女杀手Nadejda。

## 影视作品

### 电影
| 年份 | 标题            | 角色     | 备注 |
| ---- | --------------- | -------- | ---- |
| 2020 | 《冰雪驚魂》    | 咪雅     |      |
| 2025 | 《人工殺姬2.0》 | 艾蜜莉亞 |      |

## 外部連結
- 伊凡娜·沙克諾在互联网电影资料库（IMDb）上的資料（英文）